# Paulo Sousa (football, 1975)
Pour les articles homonymes, voir Paulo Sousa (homonymie).
José Paulo Sousa da Silva, plus communément appelé Paulo Sousa est un footballeur portugais né le 13 mai 1975 à Lousada. Il évolue au poste de milieu de terrain.
Paulo Sousa a disputé un total de 183 matchs (3 buts) en 1re division portugaise.

## Carrière
- 1998-99 : SC Freamunde  Portugal
- 1999-01 : FC Penafiel  Portugal
- 2001-04 : Paços de Ferreira  Portugal
- 2004-05 : FC Penafiel  Portugal
- 2004-07 : Paços de Ferreira  Portugal
- 2007-08 : APOP/Kinyras Peyias  Chypre
- 2008- : Paços de Ferreira  Portugal[1],[2]